# 花街聖者 (電影)
《花街聖者》（英語：Saint Jack），又譯《聖徒傑克》，是一部1979年上映的美國劇情片，由彼得·博格丹諾維奇執導，改編自1973年出版的小說《花街聖者》。班·蓋札拉在片中飾演主角傑克·弗勞爾斯，其他演員包括丹霍姆·艾略特與盧燕。

## 劇情簡介
傑克是一位性格隨和、作風放縱的美國皮條客，在新加坡過著亦正亦邪的生活。他前往機場接機，迎來英國會計師威廉，這是為了應付他表面上的「華人老闆」，掩飾他實際從事皮肉生意的真正身份。他先帶威廉到飯店安頓，之後去了一家英國外籍人士常聚集的酒吧。在那裡，他遇到一名嫖客，便帶著對方和威廉一起前往妓院；然而威廉其實只想打一場壁球。回程途中，他們遭遇華人秘密結社三合會的追擊，這些黑幫份子對傑克心存不滿。隔天，他們發現傑克的一位中國朋友慘遭殺害，顯然是黑幫發出的警告。隨著劇情推進，觀眾逐漸發現傑克其實是個有道德良知、品格正直的人，只是在人生方向與現實處境之間掙扎求存。他的外籍朋友們幾乎都沉迷酒精、行為放縱，讓他對自己的人生越發迷惘。威廉是一位性情簡單、渴望退休後回到英國鄉村安靜生活的普通人。觀察著威廉的生活態度，讓傑克產生了人生頓悟。然而當他被要求協助勒索一位美國參議員時，傑克面臨了重大的道德抉擇。

## 演員陣容
- 班·蓋札拉（Ben Gazzara）飾傑克·弗勞爾斯（Jack Flowers）
- 丹霍姆·艾略特（Denholm Elliott）飾威廉·李（William Leigh）
- 詹姆斯·維利爾斯（James Villiers）飾弗洛蓋特（Frogget）
- 喬斯·艾克蘭（Joss Ackland）飾雅德利（Yardley）
- 羅德尼·比維斯（Rodney Bewes）飾斯梅爾（Smale）
- 馬克·金斯頓（Mark Kingston）飾耶茨先生（Mr. Yates）
- 盧燕（Lisa Lu）飾耶茨夫人（Mrs. Yates）
- 莫妮卡·蘇布拉瑪尼安（Monika Subramaniam）飾莫妮卡（Monika）
- 林朱蒂（Judy Lim）飾朱蒂（Judy）
- 佐治·拉辛比飾參議員
- 彼得·博格丹诺维奇飾艾迪·舒曼（Eddie Schuman）
- 約瑟夫·諾埃爾（Joseph Noël）飾戈比（Gopi）

## 電影改編權
女演員西比尔·谢泼德曾因《最後一場電影》中的裸照被《花花公子》雜誌刊登而提起訴訟。作為和解的一部分，她取得了小說《花街聖者》的改編權。她一直希望將此書改編為電影，這個想法始於導演奧森·威爾斯送她一本此書作為禮物之後。

## 製作
《花街聖者》於1978年5月至6月間在新加坡多個地點全程實地拍攝。片中出現的地點包括已拆除的舊皇后坊熟食中心（Empress Place Hawker Centre）和著名的武吉士街（Bugis Street）。由於當地政府早已知曉原著小說內容，劇組擔心無法獲准拍攝，因此並未告知當局他們正在改編《花街聖者》。為了避開審查，他們虛構了一個名為《紅心傑克》（Jack of Hearts）的假電影劇本，導演稱這部假片是“《生死戀》與《帕爾喬伊》（Pal Joey）的結合體”。多數參與拍攝的新加坡人也誤以為他們是在拍攝這部愛情片。
本片是首部出現新加坡同性戀者作次要角色情節的電影，包括完整的男性全裸鏡頭，也是首部拍攝新加坡跨性別女性裸露場面的電影。
澳洲演員佐治·拉辛比，因曾飾演占士·邦而聞名，也參與了此片的演出，這是他少數幾部在邦德系列以外具有藝術性和聲望的作品之一。

## 上映

### 禁映
本片於1980年1月17日在新加坡與馬來西亞被禁映。新加坡當局表示禁映的主要原因是影片中裸露與粗俗語言過多，如要上映勢必需要大量刪剪。該禁令直到2006年3月才被解除，並以M18（18歲以上）級別上映。
2001年，《花街聖者》在北美重新以DVD形式發行。

### 票房
《花街聖者》在美國與加拿大票房表現不佳，總收入不足100萬美元。但在其他地區反應較佳，全球總收入約為300萬美元。
導演彼得·博格丹诺维奇在2006年3月15日接受《紐約時報》訪問時表示：「《花街聖者》和《他們都笑了》（They All Laughed）是我拍過最好的兩部片，但都沒獲得應有的發行待遇。」
影評雜誌《FilmInk》則評論：「如果這部片是史蒂夫·卡佛（Steve Carver）那類導演拍的垃圾版本……可能會更賣座。雖然從未看過（製片人）羅傑·科曼（Roger Corman）承認這一點，但我敢打賭他是這麼想的。」

## 影評
在影評匯總網站爛番茄上，《花街聖者》獲得72%的好評率（共18位影評人），平均評分為6.4/10。在Metacritic網站上，該片基於7位影評人的評價得到57分（滿分100），屬於「褒貶不一或中等評價」等級。
著名影評人羅傑·艾伯特給予本片四星（滿分四星）高度評價。他盛讚班·蓋札拉的演出：「有時電影中的一個角色能如此自在地融入他所處的世界，以至於也為我們創造了這個世界。班·蓋札拉在《花街聖者》中就做到了這一點。」他還表示：「這是彼得·博格丹諾維奇執導的作品，在連續三部票房失敗的作品之後，這部電影簡直是一場啟示。一切都對了，一切都回到正軌了。」但也有不同聲音。《新共和》的史丹利·考夫曼（Stanley Kauffmann）則批評該片「懶散可憎」（otiose and odious）。電影雜誌《FilmInk》則持正面態度，稱本片是「一部極佳的閒晃電影（hangout movie），就是很對味。這是班·蓋札拉的高峰之作。」